# 키예프와 전 루스의 관구장 주교
키예프와 전 루스의 관구장 주교(러시아어: Митрополит Киевский и всея Руси, 우크라이나어: Митрополит Київський та всієї Русі)는 988년 – 1596년과 1620년과 1686년 사이에 존재했던 콘스탄티노폴리스 세계총대주교청 관할 하에 있는 키예프 관구장 주교좌의 동방 정교회 관구장 주교들의 직함이었다. 처음에는 키예프와 전 루스의 관구장 주교가 키예프 루스의 수도인 키예프에 위치하였지만, 그러나 몽골의 키예프 루스 침공 이후 키예프와 전 루스의 관구장 주교의 주교좌는 모스크바의 모스크바 대공국과 빌니우스의 리투아니아 대공국 사이에 나뉘었다.